# Anais da Academia Brasileira de Ciências
Anais da Academia Brasileira de Ciências is een Braziliaans multidisciplinair wetenschappelijk tijdschrift.
De naam wordt in literatuurverwijzingen meestal afgekort tot An. Acad. Bras. Ciênc. Het wordt uitgegeven door de Braziliaanse Academie voor Wetenschappen en verschijnt 4 keer per jaar.
Het tijdschrift is opgericht in 1917 onder de naam Revista da Sociedade Brasileira de Sciencias. In 1920 werd de naam veranderd in Revista de Sciencias en in 1928 kreeg het tijdschrift zijn huidige naam.